# سلوك التقوس أو انضغاط الغشاء في بلاطات الخرسانة المسلحة
يحدث التقوس أو انضغاط الغشاء في بلاطات الخرسانة المسلحة نتيجةً للاختلاف الكبير بين قوى الشد والضغط للخرسانة. يتسبب تشريخ الخرسانة في ترحيل المحور المتعادل الذي يصاحبه تمدد البلاطة في المستوى داخل حدودها. إذا كان هذا الميل الطبيعي للتمدد مقيدًا، فإن سلوك التقوس يزيد من قوة البلاطة. يُستخدم مصطلح سلوك التقوس عادةً لوصف ظاهرة التقوس في بحور البلاطات أحادية الاتجاه ويُستخدم مصطلح انضغاط الغشاء عادةً لوصف ظاهرة التقوس في بحور البلاطات ذات الاتجاهين.

## الخلفية
سُجلت تأثيرات تعزيز القوة عند حدوث التقوس في أرضيات الخرسانة المسلحة لأول مرة في بداية القرن الماضي. ومع ذلك، لم يكن حتى تقدير اختبارات الحمل المُتلف على نطاق كامل من قبل أوكليستون في مستشفى طب الأسنان القديم في جوهانسبرغ هو موضع تقدير لمدى تعزيز القوة الناجمة عن سلوك التقوس. في هذه الاختبارات، تُوصل إلى أحمال انهيار تتراوح قيمتها بين 3 إلى 4 أضعاف تلك التي تنبأت بها نظرية خطوط الخضوع.

## أساليب علاج حدوث التقوس
منذ خمسينيات القرن الماضي، كانت هناك محاولات عديدة لتطوير نظريات سلوك التقوس في كل من البلاطات ذات الاتجاه الواحد أو ذات الاتجاهين. كان أحد الأساليب الرئيسية لحدوث انضغاط الغشاء هو بسبب بارك الذي استخدم كأساس للعديد من الدراسات في حدوث التقوس في البلاطات. استند أسلوب بارك على نظرية تعتمد على شريحة لدنة صلبة من البلاطة، وتطلب افتراض حدوث ترخيم حرج لنصف عمق البلاطة عند الفشل. توسع أسلوب بارك لاحقًا بسبب بارك وغامبل في طريقتهم للتنبؤ باستجابة تشوه الحمل اللدن للبلاطات المقيدة جانبيًا.
في عام 1971، أصدر المعهد الأمريكي للخرسانة منشورًا خاصًا عرض فيه أحدث الأبحاث، حتى ذلك الوقت، حول سلوك التقوس وانضغاط الغشاء في بلاطات الخرسانة المسلحة.
قام براسترب ومورلي بكتابة مراجعة شاملة للأدبيات والدراسات لكل من أساليب حدوث التقوس اللدونة الصلبة واللدونة المرنة. كان لحلوح ووالدرون من أوائل الباحثين الذين حصلوا على درجة النجاح في نمذجة العناصر المحدودة لهذه الظاهرة. في عام 1993، قدم كوانغ ومورلي أسلوب اللدونة الذي شمل تأثير حدوث انضغاط الغشاء على قوة القص الثاقبة للبلاطات الخرسانية المقيدة جانبيًا.